# Сельское поселение «Село Хотень»
Се́льское поселе́ние «Село Хотень» — муниципальное образование в Сухиничском районе Калужской области Российской Федерации.
Административный центр — село Хотень.

## История
Статус и границы сельского поселения установлены Законом Калужской области от 1 ноября 2004 года № 369-ОЗ «Об установлении границ муниципальных образований, расположенных на территории административно-территориальных единиц "Думиничский район", "Кировский район", "Медынский район", "Перемышльский район", "Сухиничский район", "Тарусский район", "Юхновский район", и наделении их статусом городского поселения, сельского поселения, муниципального района».

## Население
| 2010 | 2012 | 2013 | 2014 | 2015 | 2016 | 2017 |
| ---- | ---- | ---- | ---- | ---- | ---- | ---- |
| 204  | ↘192 | ↘190 | ↘188 | ↘187 | ↗188 | ↗190 |
| 2018 | 2019 | 2020 | 2021 |      |      |      |
| ↗195 | ↗201 | ↘196 | ↗209 |      |      |      |

## Состав сельского поселения
| № | Населённый пункт | Тип населённого пункта       | Население |
| - | ---------------- | ---------------------------- | --------- |
| 1 | Избавля          | железнодорожная станция      | ↘0        |
| 2 | Клесово          | село                         | ↘25       |
| 3 | Красное          | село                         | ↘2        |
| 4 | Кулешовка        | деревня                      | ↘0        |
| 5 | Селиваново       | деревня                      | ↘1        |
| 6 | Хотень           | железнодорожный разъезд      | ↗2        |
| 7 | Хотень           | село, административный центр | ↘174      |